# Richard von Geißler

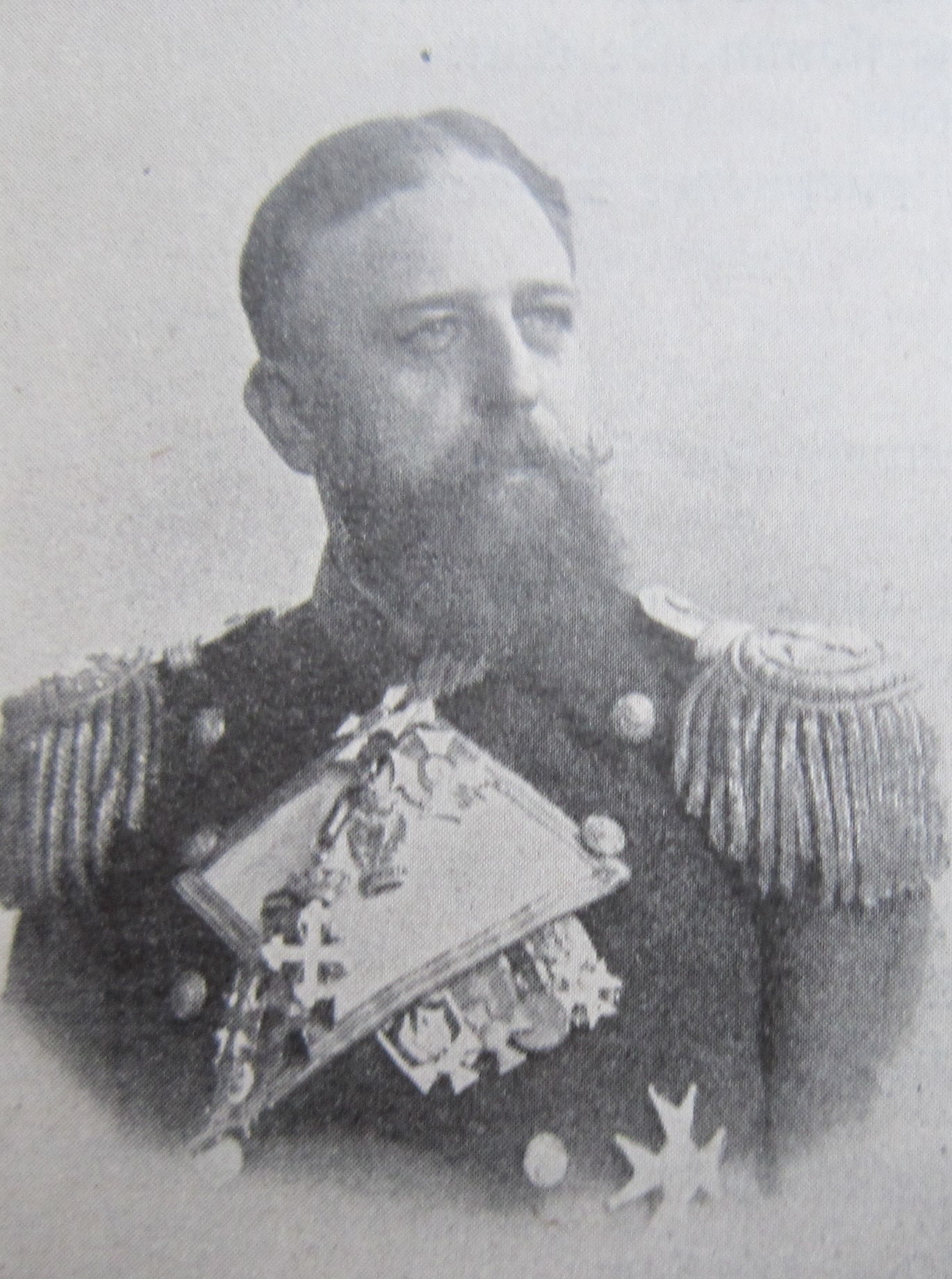
Konteradmiral Richard von Geißler

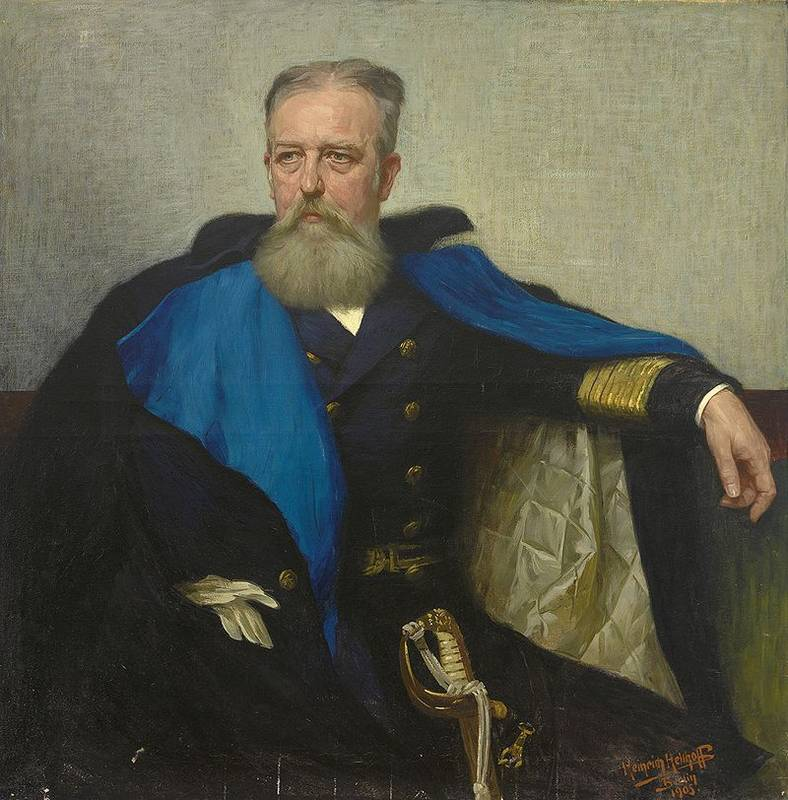
Heinrich Hellhoff – Porträt des Admirals Geissler, 1903

Richard von Geißler, auch Geissler geschrieben, (* 20. Juni 1848 in Ahlen; † 28. September 1922) war ein kgl. preußischer Marineoffizier und deutscher Admiral.

## Leben
Der Sohn eines Amtsgerichtsrats trat im Alter von 17 Jahren (1865) als Kadett in die Preußische Marine ein und absolvierte die Marineschule in Kiel. 1869 wurde er zum Leutnant und 1871 zum Oberleutnant zur See befördert. 1873 wurde er Kommandant des Dampfkanonenboots Salamander. Wenige Jahre später unternahm er seine erste Reise nach Ostasien als Wachoffizier an Bord der Vineta. Zurück in der Heimat besuchte er die Kaiserliche Marineakademie in Kiel und fand kurze Zeit bei der II. Matrosendivision und in der Admiralität Verwendung. 1876 wurde er zum Kapitänleutnant befördert. 1883 trat er im Rang eines Korvettenkapitäns eine weitere Ostasienreise an, dieses Mal als Erster Offizier der Fregatte Prinz Adalbert. Vorübergehend als Artillerieoffizier vom Platz in Friedrichsort tätig, wurde er in die Admiralität übernommen, aus der er in das Reichsmarineamt überwechselte. 1890 zum Kapitän zur See ernannt, wurde ihm 1891 das Kommando über das Panzerschiff Bayern übertragen, das er jedoch bald wieder abgab, um Chef des Stabes der Marinestation der Ostsee in Kiel zu werden. 1895 erhielt er für ein Jahr das Kommando über das Linienschiff Brandenburg. Anschließend organisierte er als Chef des Stabes des Manövergeschwaders die Übungen des 1. Geschwaders. Ab 1897 führte er die in Wilhelmshaven stationierte Inspektion der Marineartillerie. Im März 1899 wurde er zum Konteradmiral befördert.
Nach der Ermordung des deutschen Gesandten Freiherr Clemens von Ketteler am 20. Juni 1900 in Peking während des sogenannten chinesischen „Boxeraufstands“ engagierte sich das Deutsche Reich – im Rahmen einer Kooperation von acht Staaten (bestehend aus dem Deutschen Reich, Frankreich, Großbritannien, Italien, Japan, Österreich-Ungarn, Russland und den USA) – an dessen Niederschlagung. Im Sommer 1900 wurde die Kurfürst Friedrich Wilhelm als Flaggschiff von Konteradmiral Richard von Geißler gemeinsam mit ihren Schwesterschiffen Brandenburg, Weißenburg und Wörth der Brandenburg-Klasse der I. Division des Ersten Linienschiffsgeschwaders und dem Kleinen Kreuzer Hela nach Ostasien entsandt. Von Kiel und Wilhelmshaven aus lief der Verband am 9. bzw. 11. Juli nach Gibraltar aus, passierte den Sueskanal und erreichte am 19. August Singapur und am 28. August Hongkong. Anschließend beteiligte er sich an der Blockade der chinesischen Marine bei Shanghai. Am 15. Februar 1902 übergab Vizeadmiral Felix von Bendemann in Singapur Geißler die Führung des kaiserlichen Ostasiengeschwaders. Sein Vertreter wurde Friedrich von Baudissin, Kommandant des Kreuzers Hansa. Ab dem 28. April 1902 befuhr Geißler an Bord des Kleinen Kreuzers Thetis den Jangtsekiang über Nanking bis Hankau, „um Flagge zu zeigen“. Am 15. Mai lief die Thetis Tsingtau an und kehrte anschließend nach Singapur zurück. Am 1. September 1902 lief er mit dem Flaggschiff Fürst Bismarck und einem Kreuzer Chemulpo in Korea an. 1903 besuchte Geißler den japanischen Kaiser Mutsuhito und im August die russische Pazifikflotte in Wladiwostok. Am 15. November 1903 übernahm Konteradmiral (ab 1904: Vizeadmiral) Curt von Prittwitz und Gaffron das Kommando des Geschwaders.
1904 erfolgte die Verleihung des Ordens Stern zum Roten-Adler-Orden 2. Klasse mit Eichenlaub und der königlichen Krone an Geißler.

## Archivalien
- Erinnerungsalbum des Konteradmirals Richard von Geißler (1848–1922) über seinen Einsatz in Ostasien, Juli 1900 – August 1901. Mit Bandschnalle mit China-Denkmünze und Zentenarmedaille, 12 mont. Photographien, einigen Telegrammen, Briefen und Postkarten sowie zahlreichen montierten Zeitungsausschnitten. 16 Blatt (https://de.zisska.de/section/handschriften-buecher/page/126).